# Mistrzostwa Europy w Lekkoatletyce 1966 – bieg na 400 m mężczyzn

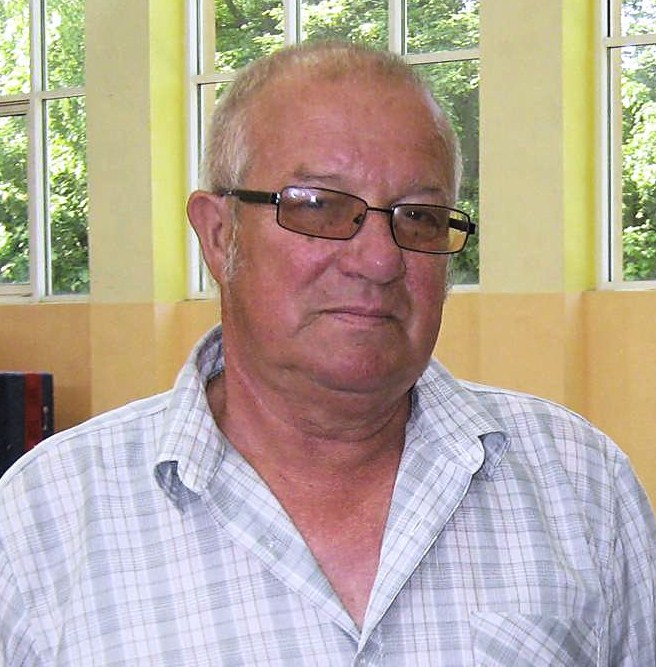
Stanisław Grędziński w 2011

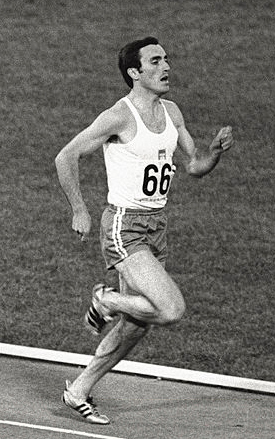
Andrzej Badeński

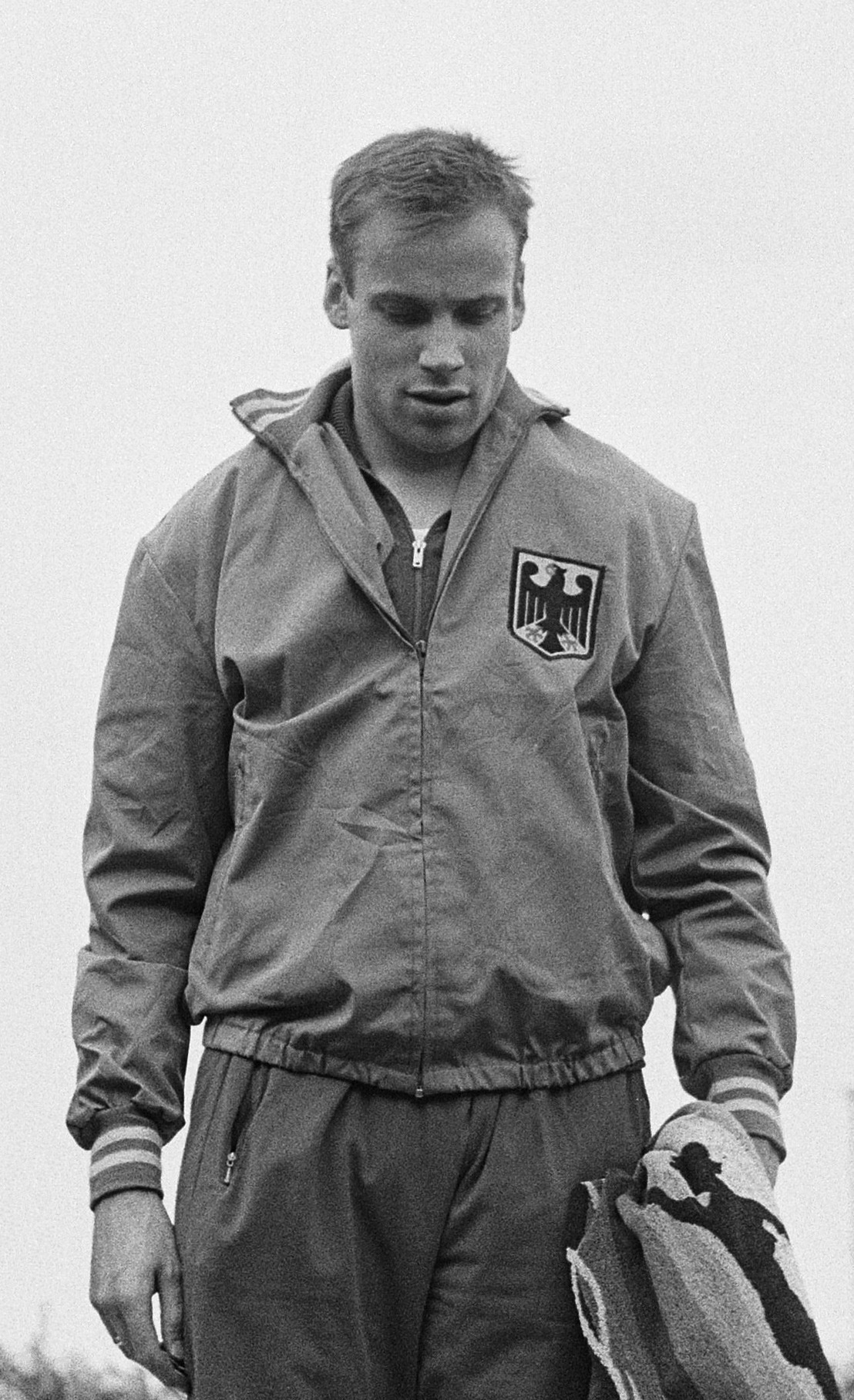
Manfred Kinder

Bieg na dystansie 400 metrów mężczyzn był jedną z konkurencji rozgrywanych podczas VIII Mistrzostw Europy w Budapeszcie. Biegi eliminacyjne zostały rozegrane 30 sierpnia, biegi półfinałowe 31 sierpnia, a bieg finałowy 1 września 1966 roku. Zwycięzcą tej konkurencji został Stanisław Grędziński. W rywalizacji wzięło udział trzydziestu zawodników z siedemnastu reprezentacji.

## Rekordy
| Rekord świata     | Otis Davis (GBR)        | 44,9 | Rzym, Włochy        | 06.09.1960 |
| Rekord świata     | Carl Kaufmann (FRG)     | 44,9 | Rzym, Włochy        | 06.09.1960 |
| Rekord Europy     | Carl Kaufmann (FRG)     | 44,9 | Rzym, Włochy        | 06.09.1960 |
| Rekord mistrzostw | Robbie Brightwell (GBR) | 45,9 | Belgrad, Jugosławia | 14.09.1962 |

## Wyniki

### Eliminacje
Bieg 1
| Miejsce | Zawodnik             | Czas | Uwagi |
| ------- | -------------------- | ---- | ----- |
| 1       | Andrzej Badeński     | 46,7 | Q     |
| 2       | Jean-Pierre Boccardo | 47,1 | Q     |
| 3       | Heikki Pippola       | 47,3 | Q     |
| 4       | Michael Zerbes       | 47,5 |       |
| 5       | Aleksandr Iwanow     | 48,0 |       |
| 6       | Nikolaos Rengukos    | 48,3 |       |
| 7       | Mehmet Gesas         | 49,9 |       |

Bieg 2
| Miejsce | Zawodnik           | Czas | Uwagi |
| ------- | ------------------ | ---- | ----- |
| 1       | Siegfried König    | 46,7 | Q     |
| 2       | Wilfried Weiland   | 46,9 | Q     |
| 3       | Hryhorij Swerbetow | 47,3 | Q     |
| 4       | Fred van Herpen    | 47,8 |       |
| 5       | Jacques Pennewaert | 48,9 |       |
| 6       | Vincenc Kacagjeli  | 49,3 |       |

Bieg 3
| Miejsce | Zawodnik             | Czas | Uwagi |
| ------- | -------------------- | ---- | ----- |
| 1       | Stanisław Grędziński | 46,9 | Q     |
| 2       | Tim Graham           | 47,0 | Q     |
| 3       | Sergio Bello         | 47,1 | Q     |
| 4       | Josef Trousil        | 47,2 | Q     |
| 5       | Günter Klann         | 47,5 |       |
| 6       | Złatko Wałczew       | 47,9 |       |

Bieg 4
| Miejsce | Zawodnik           | Czas | Uwagi |
| ------- | ------------------ | ---- | ----- |
| 1       | Manfred Kinder     | 47,0 | Q     |
| 2       | John Adey          | 47,4 | Q     |
| 3       | Bernard Martin     | 47,5 | Q     |
| 4       | Edmund Borowski    | 47,6 |       |
| 5       | Carl Fredrik Bunæs | 47,8 |       |
| 6       | Bo Althoff         | 48,4 |       |

Bieg 5
| Miejsce | Zawodnik             | Czas | Uwagi |
| ------- | -------------------- | ---- | ----- |
| 1       | Borys Sawczuk        | 46,9 | Q     |
| 2       | Rolf Krüsmann        | 47,1 | Q     |
| 3       | Martin Winbolt-Lewis | 47,4 | Q     |
| 4       | Michel Samper        | 47,4 |       |
| 5       | Furio Fusi           | 48,2 |       |

### Półfinały
Półfinał 1
| Miejsce | Zawodnik             | Czas | Uwagi |
| ------- | -------------------- | ---- | ----- |
| 1       | Stanisław Grędziński | 46,3 | Q     |
| 2       | Manfred Kinder       | 46,6 | Q     |
| 3       | Josef Trousil        | 46,6 | Q     |
| 4       | Tim Graham           | 46,7 | Q     |
| 5       | Borys Sawczuk        | 46,9 |       |
| 6       | Martin Winbolt-Lewis | 47,0 |       |
| 7       | Sergio Bello         | 47,1 |       |
| 8       | Bernard Martin       | 47,7 |       |

Półfinał 2
| Miejsce | Zawodnik             | Czas | Uwagi |
| ------- | -------------------- | ---- | ----- |
| 1       | Andrzej Badeński     | 46,6 | Q     |
| 2       | Wilfried Weiland     | 46,8 | Q     |
| 3       | Rolf Krüsmann        | 46,8 | Q     |
| 4       | Siegfried König      | 47,1 | Q     |
| 5       | Jean-Pierre Boccardo | 47,5 |       |
| 6       | Hryhorij Swerbetow   | 47,6 |       |
| 7       | Heikki Pippola       | 48,0 |       |
| 8       | John Adey            | 48,0 |       |

### Finał
| Miejsce | Zawodnik             | Czas |
| ------- | -------------------- | ---- |
| 1       | Stanisław Grędziński | 46,0 |
| 2       | Andrzej Badeński     | 46,2 |
| 3       | Manfred Kinder       | 46,3 |
| 4       | Wilfried Weiland     | 46,6 |
| 5       | Rolf Krüsmann        | 46,7 |
| 6       | Josef Trousil        | 46,9 |
| 7       | Tim Graham           | 46,9 |
| –       | Siegfried König      | DNF  |